# Pierre-Marie Ziegler
Pour les articles homonymes, voir Ziegler.
Pierre-Marie-Joseph Ziegler, né le 7 août 1950 à Trez-Hir, proche de Plougonvelin dans le Finistère, et mort le 14 mai 2013 à Paris, est un peintre français.

## Biographie
Pierre-Marie Ziegler étudie le droit à l'Université Paris-Panthéon-Assas et la philosophie à l'université de Vincennes. Il commence à peindre en 1972 après une tentative de suicide à l'âge de 21 ans en 1971. En 1973 il entre à l'École nationale supérieure des beaux-arts de Paris,.
Dans ses premières œuvres, non conservées et probablement brulées par l'artiste, il combine des éléments figuratifs et abstraits. De 1987 à 1998, il peint exclusivement des autoportraits dans un style qu'il délaissera plus tard lorsqu'il aborde la peinture d'éléments végétaux, d'arbres et de forêts abandonnant la noirceur des autoportraits. Des œuvres très colorées et gestuellement sauvages surgissent au début, mais bientôt, des forêts automnales sombres et menaçantes réapparaissent dans ses paysages.
Il tient pendant quinze ans, dans des carnets de même format, un journal dessiné et écrit portant sur le quotidien ordinaire.
Il se donne la mort le 14 mai 2013. Il est enterré au cimetière du Père-Lachaise, (16e division).
Son fils Julien, également peintre, est diplômé de la Villa Arson,.

## Principales expositions

### Expositions collectives
- 1982 ; Centre national d'art et de culture Georges-Pompidou, XI’ Biennale de Paris
  - Usine de Pali-Kao, Offensives
  - Lisbonne, festival Arte Viva
- 1983 ; Salon d'art contemporain de Montrouge
  - Galerie Caroline Corre
- 1984 ; Musée des Arts décoratifs, Journées jeunes créateurs  .
  - Bordeaux ; CAPC Entrepôt Lainé,  Émergences
  - Amiens ; Maison de la Culture, Dix jeunes pour demain.
- 1985 ; Amiens, Maison de la Culture, Dessins en utopie - Satellisation
  - 20 ème salon de Montrouge
- 1986 ; Musée Jean Arp, Hommage à Jean Arp
- 1988 ; Clermont-Ferrand, galerie 17
- 1990 et 1991 ; Paris, Galerie Jorge Alyskewycz, Têtes et Œuvres choisies .
- 1992 ; Paris, Galerie Zürcher, Clair obscur
- 1995 ; Paris, Galerie Alain Veinstein, À visage découvert .
- 1996 ; Paris, Ménagerie de verre, Carte blanche à Jorge Pell  (avec Tony Soulié, Léo Delarue, Joël Brisse et Jorge Pell). 
  - Paris, La Réserve d’Area, Inauguration
- 1999 ; Paris, Espace Paul Ricard, Que le jaune est beau.
- 2004 ; Paris, Orangerie du Sénat,  Art et nature. Lille Art Event.
- 2005 ; Auxerre, Musée Saint-Germain, Noir et Blanc
- 2007 ; Shanghaï Suzhou, River Gallery, Faces.

### Expositions personnelles
- 1981 ; Paris, Diagonale, Espace critique
- 1983 ; Paris, Diagonale, Espace Critique
- 1984 ; Chateauroux, maison de la culture, Perspectives et propositions plastiques, Draps de famille
- 1985 ; Amiens, Maison de la Culture
- 1986 ; Belfort, Nouveau théâtre, Draps de famille
- 1992 ; Paris, Galerie Jorge Alyskewycz, Série d'autoportraits
- 1995 ; Paris, Galerie Area,  Figures
- 1998 ; Paris, Galerie Area,  Les debouts
  - Genève ; Galerie Art Mah
- 1999 ; Paris, Espace Paul Ricard
- 2000 ; Musée départemental de l'Abbaye de Saint-Riquier
- 2001 ; Paris, Galerie Area, Journal
- 2003 ; Paris, Galerie Area, Forêt
- 2005 ; Genève, Galerie Art Mah
- 2007 ; Genève, Galerie Art Mah
  - Paris, Galerie Area
- 2008 ; Genève, Galerie Art Mah
- 2011 ;  Paris, Galerie Area,  A distance.

## Publications
- Pierre-Marie Ziegler, Benoît Tranchant, nuits pourfendues, monographie, Descartes & Cie éditeur, 2010 (ISBN 9782844461582), (BNF 42230693).
- Pierre-Marie Ziegler (monographie), À distance du réel, Area Descartes, 2011 (ISBN 9782844461865, présentation en ligne), (BNF 42513365).
- Pierre-Marie Ziegler avec Aude de Kerros et Marie Sallantin, 1983-2013, années noires de la peinture : une mise à mort bureaucratique ?, éditions Pierre-Guillaume de Roux, 2014 (ISBN 9782363710444), (BNF 43826839)[10].
- Pierre-Marie Zieggler avec Alin Avila, Egidio Alvaro, Jean-Luc Chalumeau, Noëlle Renaude, Eugène Durif, Bernard Goy, Amélie Pirroneau et Patrice Giorda, Pierre-Marie Ziegler: autour d'une discussion ; publié en partenariat avec Musée départemental de l'Abbaye de Saint-Riquier, Exposition printemps 2000, Espace Paul Ricard, Paris, Exposition du 26 mai au 26 juin 1999, Area, Paris, Exposition janvier, Area, 2000 (présentation en ligne).

Pierre-Marie Ziegler a également produit des illustrations pour quelques revues et ouvrages dont celui de Daniel-André Giraud, Hyacinthe et les nymphes, Paris, éditions du Pirhana, 1981 (ISBN 2-86250-004-6) (BNF 34735265).

## Décors de théâtre
- 1987 ; Une lune pour les déshérités  d’Eugene O'Neill, mise en scène Alain Françon
- 1987 ; Le Soulier de satin  de Paul Claudel, mise en scène Antoine Vitez, Avignon
- 1988 ; Vêtir ceux qui sont nus  de Luigi Pirandello, mise en scène René Loyon[11].